# Acta Cardiologica
Acta Cardiologica is een internationaal peer-reviewed wetenschappelijk tijdschrift op het
gebied van de cardiologie. Het wordt uitgegeven door de Belgian Society of Cardiology en verschijnt tweemaandelijks.